# 신태인읍
신태인읍(新泰仁邑, Sintaein-eup)은 대한민국 전북특별자치도 정읍시의 읍이다. 면적은 29.69km2이고, 인구는 2024년 6월 30일 기준으로 5,053명이다. 
신태인은 조선시대 이전에는 인의현(백제), 태산군(고려), 태인군(조선)으로 불려오다가 1940년 1월 1일 신태인읍으로 승격되었고, 1995년 1월 1일 정주시와 정읍군이 통합된 이래 현재에 이르고 있다. 신태인이란 이름은 지명보다 역명이 먼저 붙여졌는데 1912년 호남선이 개통되고 1914년 1월 11일 김제와 정읍구간이 영업을 개시하자 때를 같이해 신태인역도 문을 열었다. 이때 붙여진 이름이 인근 태인과 구별되는 신태인역, 일제의 한반도 강점과정에서 생긴 이름으로 그전까지 면행정의 중심은 화호였다. 화호가 물산과 교통의 중심지였으나 신태인에 역이 들어서고 인구가 늘어나면서 주도권을 빼앗겼다. 신태인은 평야의 중심부에 위치하여 농지수탈의 산 역사를 그대로 지닌 곳으로 일제시대 일본인들이 많이 살았고 경제적 실권도 그들이 휘둘렀다. 당시 호남평야의 중심에 자리잡은 김제, 옥구, 익산, 정읍지역은 수탈의 주무대였으며 신태인도 빼놓을 수 없는 곳이었다. 1960년대초 인구 2만 5천명으로 읍세가 왕성하였으나 현재는 산업화 과정에서 인구의 도시집중화로 읍세가 약화되어 2,900여 세대 5,000여 명의 소도읍이 되었다.

## 연혁
- 태인군 용산면, 북촌면
- 1914년 4월 1일 정읍군 용북면[1]
- 1935년 3월 1일 정읍군 신태인면으로 개칭.[2]
- 1940년 11월 1일 신태인읍으로 승격[3]
- 1983년 2월 15일 태인면 백산리가 편입[4]
- 1995년 1월 1일 정읍시 신태인읍[5]
- 1996년 1월 11일 행정구역 개편(상삼1,2 분리, 총48개 분리)
- 2008년 6월 1일 행정구역 개편(금화1,2분리, 총49개 분리
- 2021년 4월 9일 행정구역 개편(연가아파트 분리, 총50개 분리)

## 문화재 및 관광 자원
- 정읍 소이암지 적석탑
- 정읍 백산산성

## 행정 구역
| 법정리명           | 마을유래 | 자연마을 | 비고 |
| ------------------ | --- | --- | ---- |
| 백산리(柏山里)     | 본래 백산리는 태인군 군내면 구역인데 1914년 행정구역 개편 때에 백산리(柏山里) 장동(長洞), 원동(元洞)과 인곡면 이암리(耳巖里), 장수동(長水洞), 및 북촌면 일리(一里)의 각 일부를 병합하여 중심 마을이 되었으며 옛적 인의현(仁義縣) 치소인 잣메(柏山)의 명칭을 따서 백산리라 하고 정읍군 태인면에 편입했다가 1983. 2. 15일 행정구역변경에 따라 태인면 백산리에서 신태인읍으로 편입되었다.                                                          | ① 원백산(元白山) ② 마동(馬洞) ③ 이암(耳巖) ④ 천단(千緞) ⑤ 장수(長水) ⑥ 노량산(老羊山) ⑦ 농원(農園) |      |
| 구석리(九石里)     | 본래 태인군 북촌면(北村面) 구역인데 1914년 행정구역을 개편할 때 일리(一里) 이리(二里), 구사동(九士洞)과 인곡면(仁谷面), 이암리(耳巖里) 일부를 편입하여 구석리(九石里)라 하여 용북면(龍北面)에 편입시켰으며 1994년 3월 26일 행정구역 변경에 따라 백산리 이교(二橋)마을과 통합하여 신태인읍으로 되었다. | ① 내석(內石) ② 구사(九士) ③ 남계(南溪) |      |
| 신태인리(新泰仁里) | 본래 태인군 북촌면(北村面) 구역인데 1914년 행정구역을 개편할 때 표천리(瓢泉里), 상삼리(上三里), 하삼리(下三里), 사리(四里), 구사동(九士洞) 등의 일부를 병합하여 표천리(瓢泉里)의 泉자에 상삼(上三), 하삼(下三)에서 삼(三)자를 따 삼천리(三泉里)라 했다가 1940년 신태인읍으로 승격될 때 신태인리로 하였다. | ① 상삼1(上三1) ② 상삼2(上三2) ③ 서지(瑞芝) ④ 표천(瓢泉) ⑤ 태화(泰和) ⑥ 중앙(中央) ⑦ 남동(南洞) ⑧ 신시1(新市1) ⑨ 신시2(新市2) ⑩ 인교(仁橋) ⑪ 평화1(平和1) ⑫ 평화2(平和2) ⑬ 금화1(金和1) ⑭ 금화2(金和2) |      |
| 연정리(蓮汀里)     | 연정(蓮汀), 연못골, 연지동(蓮池洞)이라고도 하며 본래 태인군 구역인데 1914년 행정구역 개편때 점촌리(店村里), 사리(四里), 요동(寥洞), 오리(五里)의 각 일부를 병합하여 연정리(蓮汀里)라 하고 용북면(龍北面)에 편입시켰다. 그 뒤 행정구역 변경에 따라 1933년 신태인면, 1940년 신태인읍으로 되었다. | ① 연지(蓮池) ② 요동(寥洞) |      |
| 우령리(牛嶺里)     | 우령리는 우렁골, 동녘말, 우령동(牛嶺洞)이라고도 하였으며, 예전에는 태인군 북촌면 구역인데 1914년 행정구역 개편때 오리(五里), 하삼리(下三里), 신흥리(新興里), 제용리(堤龍里)와 용산면(龍山面), 우항리(牛項里)의 각 일부를 병합하여 우령리(牛嶺里)라 칭하고 용북면(龍北面)에 편입시켜 행정구역 변경을 거쳐 오늘에 이르고 있다. | ① 우령(牛嶺) ②우항(牛項) |      |
| 신용리(新龍里)     | 본래 태인군(泰仁君) 북촌면(北村面) 지역인데, 1914년 행정구역 개편에 따라 제용리(堤龍里), 신흥리(新興里)와 용산면(龍山面),의 우항리(牛項里), 괴동(槐洞), 양촌리(陽村里)의 각 일부를 병합하여, 신흥과 제용의 이름을 따서 신용리(新龍里)라 하여 용북면(龍北面)에 편입되었다가, 뒤에 행정구역 개편에 따라 지금의 신태인읍 신용리로 되었다. | ① 상신양(上新陽) ② 하신양(下陽洞) ③ 신흥(新興) ④ 장교(長橋) ⑤ 화전(花田) |      |
| 양괴리(陽槐里)     | 본래 태인군(泰仁君) 용산면(龍山面) 지역인데, 1914년 행정구역 개편으로 대촌리(大村里), 두동(斗洞), 괴동(槐洞), 양촌리(陽村里), 장군리(將軍里)와 북촌면, 신흥리(新興里), 고부군(古阜郡) 답내면(답내면), 두전리의 각 일부를 병합하여 양촌(陽村), 괴동(槐洞)에서 한자씩 따 양괴리라 하고 용북면에 편입 되었다가 그 이후 행정구역 개편으로 신태인읍으로 되어 오늘에 이르고 있다.                                                                     | ① 양괴(陽槐) ② 대신(大新) ③ 두지(斗池) ④ 괴동(槐洞) ⑤ 산정(山亭) ⑥ 산전(山田) |      |
| 육리(六里)         | 육리 마을은 將軍里라고도 한다. 지금은 마을이름이 장군리이라 부르지만 옛날의 第六將軍里이다. 그 유래를 살펴본다면 원래 이 지역은 인의현 (仁義縣 高麗)으로 내려오다 조선 태종(太宗 9년:1409년)때 태산현(泰山縣七寶地方)과 합하여 태인현(泰仁縣)이 되었다. 이곳은 태인현 용산면 구역이었으나 1914년 행정구역 개편때 장군리와 괴동의 일부를 병합하여 육리라 하고 용북면에 편입시켰다. 육리라는 이름은 용산면사무소에서 6리쯤 되기 때문에 붙여 졌다. | ①육리(六里) |      |
| 청천리(淸泉里)     | 청천리는 예전에는 태인군 용산면 구역인데 1914년 행정구역 개편 때 정천동(淨泉洞), 상서동(祥瑞洞), 신곡리(新谷里), 청당리(淸唐里)와 김제군 부량면 일부를 병합하여 청당(淸塘), 정천(淨泉)의 이름을 약칭하여 淸泉里라 하고 용북면에 편입시겼고 행정구역변경을 거쳐 오늘에 이르고 있다. | ① 청천(淸泉) ② 신덕(新谷) ③ 상서(祥瑞) |      |
| 신덕리(新德里)     | 신덕리를 덕신(德新)이라고도 한다. 본래 용산면(龍山面) 구역으로 한 덕에 새로 생긴 마을이어서 신덕(新德) 또는 덕신(德新)이라 불렀다한다. 1914년 행정구역 개편때 신덕리와 화호리, 정자리의 일부를 병합하여 용북면에 편입되고 뒤에 행정구역 변경에 따라 오늘에 이르고 있다. | ① 덕신(德新) ②고산(高山) |      |
| 화호리(禾湖里)     | 화호리는 본래 태인군 용산면 구역으로 1914년 행정구역 통폐합에 따라 화호리(禾湖里), 정자리(亭子里) 일부를 병합해서 화호리(禾湖里)라 하고 용산면에 편입되고 행정구역 변경에 따라 오늘에 이르고 있다. 화호리는 속칭 “숙구지”라 불리는 곳으로 한때 면(面)행정의 중심지로 면사무소가 있었으나 철도가 개설되면서 신태인으로 옮겨지게 되었다. 특히 이곳은 옛날 부안군 백산면 원천리로 가는 “나루터”가 있었으나 지금은 흔적이 없다.                     | ① 포룡(抱龍) ② 용교(龍橋) ③ 용서(龍瑞) ④ 정자(亭子) |      |

## 학교
- 신태인초등학교 (신태인리)
- 신태인중앙초등학교 (폐교) - 석지로 487 (양괴리)
- 서지말초등학교 (폐교) - 신태인중앙로 40 (신태인리)
- 화호초등학교 (폐교) - 벽골제로 25 (화호리)
- 신태인중학교 (이하 신태인리)
- 왕신여자중학교
- 신태인고등학교
- 왕신여자고등학교
- 인상고등학교 (화호리)

## 아파트
| 단지명      | 건설사     | 시행사       | 주소                               | 입주        | 비고     |
| ----------- | ---------- | ------------ | ---------------------------------- | ----------- | -------- |
| 신태인 주공 | 삼광기업㈜ | 대한주택공사 | 신태인읍 호남철로 32-11 (신태인리) | 2007년 10월 | 국민임대 |